# Tarucus callinara
Tarucus callinara is een vlinder uit de familie van de Lycaenidae. De wetenschappelijke naam van de soort is voor het eerst geldig gepubliceerd in 1886 door Butler.